# Onthophagus eulaminicornis
Onthophagus eulaminicornis är en skalbaggsart som beskrevs av Riccardo Pittino 2006. Onthophagus eulaminicornis ingår i släktet Onthophagus och familjen bladhorningar. Inga underarter finns listade i Catalogue of Life.